# Michael Boxall
Michael Joseph Boxall (Auckland, 18 de agosto de 1988) é um futebolista profissional Neozelandês que atua como zagueiro, atualmente defende o Minnesota United.

## Carreira
Michael Boxall fez parte do elenco da Seleção Neozelandesa de Futebol nas Olimpíadas de 2008.

## Títulos
Central United
- NRFL Premier: 2007.

Auckland City
- Campeonato Neozelandês: 2006-07.

SuperSport United
- Nedbank Cup: 2015-16 e 2016-17.

Seleção Neozelandesa
- Copa das Nações da OFC: 2016.